# Fondation Hirondelle
La Fondation Hirondelle — Media for Peace and Human Dignity — est une fondation suisse fondée en 1995 et basée à Lausanne.
Elle vise à fournir une information indépendante dans des zones en conflit ou en crise, principalement en Afrique francophone, par le soutien apporté à des radios par le biais de la formation de journalistes, la rédaction de chartes rédactionnelles ou le financement de matériel.

## Historique
Fondée en 1995 par les journalistes Philippe Dahinden, Jean-Marie Etter et François Gross, la Fondation Hirondelle s'installe à Lausanne. Sa première action consiste à relancer Radio Agatashya (Radio Hirondelle), initialement lancée par Reporters sans frontières après le génocide au Rwanda et qui émet depuis Bukavu en kinyarwanda jusqu'en 1996. À la suite de cette expérience, la fondation lance l'Agence Hirondelle News (en) pour couvrir les activités du Tribunal pénal international pour le Rwanda à Arusha (Tanzanie), puis Star Radio au Liberia en 1997.
Dans les années 2000 et 2010, des projets sont lancés en République centrafricaine (2000), en République démocratique du Congo (2002), au Soudan (2006), en Sierra Leone (2007), en Tunisie (2011), au Mali (2013), en Guinée (2014), au Burkina Faso (2015) et au Niger (2016). Si des radios sont lancées dans un premier temps, les interventions prennent progressivement la forme de studios dont les programmes sont diffusés par des radios partenaires ou d'une assistance apportée aux radios publiques, comme en Tunisie et au Burkina Faso, en matière d'organisation et de gestion.
En 2020, la fondation mène une campagne transnationale d'information sur le Covid-19 à travers ses médias partenaires. Dans le contexte de l'invasion de l'Ukraine par la Russie en 2022, elle couvre les événements au travers de son site web Justice Info et collecte des fonds avec La Chaîne du bonheur,.

## Activités
En 2023, la Fondation Hirondelle est active dans dix pays sur trois continents — Birmanie, Burkina Faso, Burundi, Madagascar, Mali, Niger, République centrafricaine, République démocratique du Congo, Tunisie et Ukraine — et a été active au Bangladesh, en Côte d'Ivoire, en Guinée, au Kosovo, au Liberia, au Népal, au Rwanda, en Sierra Leone, au Soudan du Sud, en Tanzanie et au Timor oriental.
Elle vise à fournir une information indépendante dans des zones en conflit ou en crise. Pour atteindre cet objectif, elle lance et appuie des médias mis en œuvre localement par des journalistes et techniciens encadrés par ses experts (de plus en plus composés de locaux) dans les domaines de la formation, de la rédaction de chartes rédactionnelles ou du financement de matériel.
| Média                       | Pays                             | Période d'activité | Notes                                     |
| --------------------------- | -------------------------------- | ------------------ | ----------------------------------------- |
| Agence Hirondelle News (en) | Tanzanie                         | 1996-2012          | Dissolution                               |
| Star Radio                  | Liberia                          | 1997-2008          | Poursuite des activités sans la fondation |
| Radio Ndeke Luka            | République centrafricaine        | 2000-              |                                           |
| Radio Okapi                 | République démocratique du Congo | 2002-2014          | Poursuite des activités sans la fondation |
| Radio Miraya                | Soudan/Soudan du Sud             | 2006-2014          | Poursuite des activités sans la fondation |
| Studio Tamani,              | Mali                             | 2013-              |                                           |
| Studio Kalangou             | Niger                            | 2016-              |                                           |
| Studio Yafa                 | Burkina Faso                     | 2019-              |                                           |

La fondation est aussi partenaire de Studio Sifaka à Madagascar et collabore avec Frontier Myanmar en Birmanie pour son podcast Doh Athan. Elle assure par ailleurs des actions d'éducation aux médias grâce à des modules vidéos, notamment grâce au soutien du pour-cent culturel Migros.
Elle gère également Justice Info, un site web sur l'actualité de la justice internationale lancé en 2015, et une publication semestrielle, Médiation.
Elle bénéficie de financements provenant d'entités publiques (95 %), notamment la Direction du développement et de la coopération (Suisse) et l'Union européenne, et du mécénat privé.

## Direction
Jean-Marie Etter, directeur de la Fondation Hirondelle, prend sa retraite fin 2016. Il est remplacé par Caroline Vuillemin qui a rejoint la fondation en 2003, dʹabord en charge de Radio Okapi puis comme directrice des opérations.
En 2023, le Conseil de fondation est composé de Tony Burgener (président), Akram Belkaïd, Marie Jeanne Eby, Mario Fetz, Dick Marty, Doris Pfister, Nathalie Pignard-Cheynel, Isabelle Werenfels et Martin Woker (de).

## Distinctions
La Fondation Hirondelle reçoit en 2017 le Prix de la Tolérance remis par la Fondation Ousseimi.